# 菊地洋一
菊地 洋一（きくち よういち、1941年 - ）は、日本の土木技術者。反原発活動家。

## 経歴
岩手県釜石市生まれ。1961年日本大学短期大学卒業後、建設コンサルタントとして様々な施設設計に携わる。知人から「原子力平和利用に力を貸してほしい」と請われて、1973年、アメリカ合衆国の電機メーカーゼネラル・エレクトリック（GE）の原発関連会社に入社。
1973年3月-1980年6月、GEの原子力事業部極東東京支社企画工程管理スペシャリストとして、東海第二発電所、福島第一原子力発電所6号機の建設の全体を統括し期限までに完成させる仕事に従事。
1980年にGEを退社。1981年よりアブダビで石油関連施設の建設（設計・施工管理）に従事。
1989年の福島第二原子力発電所3号機の再循環ポンプ事故などを契機に、50歳からは反原発運動に人生を捧げることを決意。東海地震がすぎるまで浜岡原発を止めておくよう訴える活動のため2002年10月 - 2003年9月、静岡県函南町に住む。 
現在、九州電力の原発新設計画を阻止するため宮崎県串間市に住む。鹿児島大学理学部で「地球環境エネルギー論」非常勤講師を務める。

## 著作
- 『原発をつくった私が、原発に反対する理由』角川書店、2011年7月10日、ISBN：9784048851015